# Saint-Léger (Mayenne)
Saint-Léger – miejscowość i gmina we Francji, w regionie Kraj Loary, w departamencie Mayenne.
Według danych na rok 1990 gminę zamieszkiwało 218 osób, a gęstość zaludnienia wynosiła 13 osób/km² (wśród 1504 gmin Kraju Loary Saint-Léger plasuje się na 1045. miejscu pod względem liczby ludności, natomiast pod względem powierzchni na miejscu 699.).